# Agrícola Fraiburgo
Agrícola Fraiburgo ist der größte Hersteller von Äpfeln und Apfelsaftkonzentrat in Brasilien mit Sitz in Fraiburgo im Bundesstaat Santa Catarina. Das Unternehmen baut auf 3.400 ha Äpfel an, die einen Ertrag von 40–50 t/ha bringen.